# Keiko Ikeda
Keiko Ikeda (Hiroshima, 11 de noviembre de 1933-13 de mayo de 2023) fue una gimnasta artística japonesa, especialista en la prueba de la viga de equilibrio con la que consiguió ser campeona mundial en 1954.
Fue incluida en el Salón de la Fama de la Gimnasia Artística en el año 2002.

## Carrera deportiva
En el Mundial de Roma 1954 consiguió su única medalla de oro, en las conseguidas entre mundiales u olimpiadas, que fue en la viga de equilibrio, quedando situada en el podio por delante de la checoslovaca Eva Bosáková y la húngara Ágnes Keleti.
En el Mundial que se celebró en 1958 en Moscú consigue dos medallas de bronce: en la viga de equilibrio y en suelo.
En el Mundial de Praga 1962 gana otras dos medallas de bronce: en esta ocasión en las pruebas de equipo y viga de equilibrio, tras la checoslovaca Eva Bosáková y la soviética Larisa Latynina. 
En las Olimpiadas celebradas en Tokio en 1964 gana el bronce en el concurso por equipos, tras la Unión Soviética y Checoslovaquia, siendo sus compañeras de equipo: Toshiko Aihara, Ginko Chiba, Taniko Nakamura, Kiyoko Ono y Hiroko Tsuji.
Por último, poniendo fin a esta exitosa carrera deportiva, en el Mundial de Dortmund 1966 ganó tres medallas: plata en asimétricas —tras la soviética  Natalia Kuchinskaya—, bronce en la general individual —tras la checoslovaca Věra Čáslavská y de nuevo Natalia Kuchinskaya— y también bronce en equipos, tras Checoslovaquia y la Unión Soviética.
Tanaka-Ikeda murió debido a un tumor cerebral en un asilo de ancianos en Kawasaki (Kanagawa) el 13 de mayo de 2023, a los 89 años.